# Una voce
Foederatio Internationalis Una Voce чи просто Una Voce ([ýна во́че], з лат. «єдиним голосом» — цитата з префації на честь Пресвятої Трійці) — міжнародна організація католиків-мирян, котра виступає за дотримання літургійних практик римського обряду, що існували до Другого Ватиканського собору. Станом на 2018 рік організація має у своєму складі національні та територіальні асоціації в 37 країнах.

## Основні завдання
1. Використання Місалу та інших богослужбових книг, що були у вжитку станом на 1962 рік, згідно motu proprio Бенедикта XVI Summorum Pontificum [Архівовано 10 квітня 2018 у Wayback Machine.];
2. Дотримання свободи використання інших літургічних книг римського обряду, котрі мають давніше походження;
3. Забезпечення збереження та поширення використання в Церкві сакральних мов (зокрема, латинської) та григоріанського співу;
4. Можливість утвердження нетериторіальних громад, в котрих є можливим використання літургічних книг римського обряду зразку 1962 року.
5. Допомагати вірним краще розуміти богослужіння та повніше брати в них участь.